# Satsujin ken 2
(Uno slogan del film)
Satsujin ken 2 (殺人拳・2) è un film del 1974, diretto da Shigehiro Ozawa. Conosciuto anche col titolo internazionale Return of the Street Fighter, viene citato nella versione italiana del film Una vita al massimo col titolo Il ritorno del teppista, pur non essendo mai stato distribuito in Italia. È il sequel di Gekitotsu! Satsujin ken, e mantiene lo stesso cast e regista.

## Trama
Takuma Tsurugi viene assunto dalla Yakuza per uccidere un ragioniere che è sotto custodia cautelare della polizia. Tsurugi utilizza uno stratagemma per infiltrarsi nella stazione: commette un crimine e viene arrestato. In arresto, Tsurugi uccide l'uomo per la Yakuza, tagliandogli la gola. Tsurugi scappa dalla prigione scappando da una finestra. La Yakuza sta usando una scuola di karate come copertura per estorcere denaro per costruire l'Asian Arts Center. Dopo che la Yakuza capisce che Tsurugi sa troppo sul suo conto, manda degli assassini per ucciderlo.